# Anuket
Anuket (ˁnq.t), görögül Anukisz az ókori egyiptomi vallás egyik istennője. A déli országrész és a Nílus Asszuán környéki kataraktáinak istennőjeként tisztelték. Az óbirodalom idején Ré leányának tartották, a középbirodalom idején azonban az elephantinéi háromság része lett, Hnum és Szatet leánya.
Neve talán ölelőt jelent, akár szeretetteli, akár halálosan fojtó ölelést értve ezalatt, vagy akár mindkettőt – ez esetben kettős természete volt, mint Hathornak, akivel Thébában összefüggésbe is hozták. Vízzel kapcsolatos istennőként ő „ölelte át” áradáskor a földeket; a termékenységgel való kapcsolata miatt kultuszának szexuális töltete is volt. Időnként a király anyjának nevezik. A görögök Hesztiával azonosították.

## Ikonográfiája
Ábrázolásai antropomorf jellegűek, fején koronát viselő nőalak, a korona alacsony diadémból és rajta magas tollakból áll, hátul néha szalagokkal, elején pedig ureusszal. Kezében ankh, mellette időnként papiruszjogar látható. Megjelenik anyai szerepben is, a királyt szoptatja. Időnként szent állatával, a gazellával ábrázolják.

## Kultuszhelye
Hnum és Szatet elephantinéi és asszuáni templomaiban is imádták, saját temploma az első katarakta közelében, Szehel szigetén állt. Núbiában is tisztelték, a Beit el-Wali-i templomban több más itt imádott istennel együtt ábrázolják.